# 岐阜城の戦い
岐阜城の戦い（ぎふじょうのたたかい）は、関ヶ原の戦いの前哨戦の一つである。

## 戦況
東海道を進軍する東軍に対して岐阜13万石を領有していた織田秀信は、岐阜城を中心に数箇所に陣を張っていた。これは、東軍がどこで木曽川を渡るかが推測できなかったためといわれている。このため、兵力が分散してしまっていた。
これに対し池田輝政は、兵力を集中しての突破を試みる。1600年（慶長5年）8月22日明け方、池田輝政が率いる東軍諸隊は、尾張国葉栗郡河田（現・一宮市）から美濃国羽栗郡河田島（現・各務原市）付近に進軍。木曽川を渡河する。これに対して西軍の織田軍は鉄砲隊で応戦する（河田木曽川渡河の戦い）。木曽川の渡河に成功した東軍諸隊は、8月22日昼、美濃国羽栗郡米野村（現・笠松町）で西軍織田家の百々綱家ら3千人と激突（米野の戦い）、陣を突破する。これに対して織田秀信は自ら出陣、羽栗郡印食（現・岐南町）で東軍を迎え撃つが敗退。岐阜城に戻る。
一方、福島正則は尾張国中島郡起（現・一宮市）から木曽川を渡河を行おうとしたが、西軍方の防御が堅固だったためさらに下流へ南下、東加賀野井から木曽川を渡河、旧加賀野井城（羽島市）を経由して北上し、竹ヶ鼻城を包囲する。城主の杉浦重勝は抵抗するが、頼りにしていた援軍の毛利広盛らが福島正則に降伏してしまったため重勝は降伏し、竹ヶ鼻城は落城する（竹ヶ鼻城の戦い）。
一説では、狼煙を合図に池田輝政の軍と福島正則の軍は同時に木曽川を渡河する手はずであったという。しかし、西軍側の挑発や、地元の有力者野々垣源兵衛が水先案内人として活躍したことから、池田輝政の軍が先行したという。
池田輝政の軍と福島正則の軍は合流し、岐阜城の南の荒田川河川敷に布陣する。
追いつめられた秀信は8月22日夜、大垣城と犬山城に救援要請を行う。そして、援軍到着まで岐阜城に篭城、岐阜城と援軍で挟み撃ちを考える。家臣からは残存兵力を岐阜城に集め、徹底篭城の意見もでたが、秀信は各武将に命じ、岐阜城とそれを守る稲葉山砦、権現山砦、瑞龍寺山砦と岐阜城への入り口などを固める。岐阜城は秀信と織田秀則、岐阜城へ向かう登山口4箇所には、津田藤三郎、木造長政、百々綱家らを布陣し、兵力を分散させる。
8月23日明け方、東軍は犬山城、大垣城からの援軍を警戒し、東の各務郡新加納村、長塚村、古市場村（現・各務原市）に山内一豊、有馬豊氏、戸川達安、堀尾忠氏らを配置、西の方県郡河渡（現・岐阜市）には田中吉政、藤堂高虎、黒田長政らを布陣させる。
8月23日朝、最初に瑞龍寺山砦へ浅野幸長ら攻撃を開始する。続いて井伊直政が稲葉山、権現山砦へ攻撃、城の登山口には福島正則らが殺到し、完全に岐阜城は包囲されてしまう。
この時、当てにしていた犬山城からの援軍は無かった。犬山城城主の石川貞清は、稲葉貞通、稲葉典通、稲葉方通、加藤貞泰、関一政、竹中重門らと籠城していたが、極秘に東軍の井伊直政に密書を送り、内応を約定していた。三成ら大垣城の増援は岐阜城に向かっていたが、高虎・長政らによって河渡で迎撃され敗走し、逆に東軍は垂井・赤坂まで侵攻した。
岐阜城は本丸以外は全て東軍に攻め落とされてしまう。秀信は最後まで抵抗したが、圧倒的な兵力の東軍に対し、秀信の周りの兵は数十人になってしまい、覚悟を決めた秀信は自害しようとするが、池田輝政の説得と家臣の木造長政らにの説得により、東軍に降伏する。こうして岐阜城はわずか1日で陥落した。秀信は降伏後下山して上加納の浄泉坊（現・円徳寺）で剃髪し、関ヶ原の戦い終結後に高野山へ入った。
石田三成は、岐阜城がわずか一日で陥落するとは想定していなかった。そのために対応が後手に周り、戦略を練り直さざるを得なくなったという。